# Eriosoma patchiae
Eriosoma patchiae är en insektsart som först beskrevs av Carl Julius Bernhard Börner och Blunk 1916. Enligt Catalogue of Life ingår Eriosoma patchiae i släktet Eriosoma och familjen långrörsbladlöss, men enligt Dyntaxa är tillhörigheten istället släktet Eriosoma och familjen pungbladlöss. Arten är reproducerande i Sverige. Inga underarter finns listade i Catalogue of Life.